# いでおろーぐ!
『いでおろーぐ!』(Ideologue!) は、椎田十三による日本のライトノベル。電撃文庫（KADOKAWA）より2015年3月から2018年11月まで刊行された。イラストは憂姫はぐれが担当。電撃マオウ2016年12月号から2017年2月号まで短期集中連載のコミカライズが行われた。作画は祭唄が担当。第21回電撃小説大賞銀賞受賞作。タイトルは、受賞時の『イデオローグ』より改題。1巻初版の帯には、時雨沢恵一が「リトマス試験紙的怪作」と推薦文を寄せている。

## あらすじ
12月24日、クリスマス・イヴ。
カップルだらけの渋谷、ハチ公前。高校1年生の高砂は周囲に嫉妬と辟易していると、群衆に向け顔を隠し、ヘルメットをかぶり、トランジスタメガホンで演説をする少女に出会った。「リア充爆発しろ！」。恋愛をすることは愚かな行為であり、何者かの陰謀なのだ！
翌日、少女の姿に触発され、鬱憤晴らしに高砂も叫ぶ。「リア充爆発しろ！」と。すると、昨夜の少女があらわれる。彼女は、同じ高校の地味なクラスメート領家薫だった。
バレンタイン・デー、新入生歓迎会、夏休みに文化祭。恋愛思想をぶっ壊せ。反恋愛主義青年同盟部（以下、反恋部）で繰り広げられる、恋愛至上主義との戦いを描くアンチリア充ラブコメ。

### 1巻
12月24日。クリスマス・イヴ。リア充だらけの渋谷の街に辟易していた平凡な男子高校生の高砂は、大衆に向け「リア充爆発しろ！」と叫ぶ少女と出会う。翌日、彼女の姿を忘れることができずに、昼休みに遊ぶリア充たちに向けて思わず「リア充爆発しろ！」と叫んだ。快感だった。
「わたしの活動に協力してくれないか？」
叫びを聞いてやってきた、昨夜の少女。ヘルメットと手ぬぐいを外した素顔の彼女は、美しかった。領家薫、高砂のクラスメートである。昼休みを邪魔されたリア充たちが屋上にやってくると、領家は自分と高砂のシャツのボタンを外し、今まさにことに及ぼうかとする様子を見せつけたのだった。放課後、反恋部の部室に案内するからフラワーアレンジメント研究部に来いと言われるが、その場所は魔窟・部室棟の3階であった。印刷機にヘルメット、角材に鉄パイプの散乱する部室はフラワーアレンジメントとはかけ離れていた。領家は更に別にアジトがあるといい、地下アジトに案内する。反恋部は領家のたちあげた団体で、高砂と2人だけの部活だった。少しためらったが、領家の同志として入部を決める。
帰り道、得体のしれない何かに金縛りにされる。それは女児の姿をして高砂の前に現れた。女児は、地球外生命体あるいは神である。大性欲賛会という団体をつくりあげ、人類の繁栄の先にある滅亡を狙っていた。女児にとって領家薫の考え方は脅威だった。その思想に共感した高砂に「領家を落とし、リア充になれ」という命令を下す。
冬休み、女児に焚き付けられ初詣のリア充偵察に領家を誘い出す。浅草寺境内は人の群れで自然と身体がくっついてしまう。その様子をクラスメートに見られてしまいカップルと偽るしかなかった。明けた新学期、高砂と領家はお似合いのカップルとして囃される存在になる。
反恋部はじめての活動は、放送室をジャックした思想拡大だった。放送を敢行し、生徒会との攻防をくぐり抜けると3人の同志が集ってきた。西堀優、瀬ヶ崎渉、神明茜である。5人となった反恋部の次の目的は、バレンタインの反恋愛活動と決定した。しかし、3人も美男美女が入ったは良いが、その大性欲賛会とやらのスパイがいるのではないだろうか？高砂は地下アジトに引き返す。すると、全裸で領家の残り香に包まれる西堀を見つけてしまう。彼女は女子にしか恋愛感情を持てない反恋愛主義者であり、それを知った高砂は西堀を信頼できるようになった。その後、神明と2人で授業をサボり、今もかつても男子に自分の巨乳をからかわれることと、女子にやっかみにされることを告白。リア充へのトラウマから反恋愛主義だということを明かした。バレンタイン直前の週末、渋谷のリア充偵察に出かけた反恋部。瀬ヶ崎と2人きりで話す機会を得た高砂は、瀬ヶ崎はロリコンであり、同世代の女子には恋愛感情が持てないことを聞かされる。三者三様の反恋愛事情を知る高砂。解散となった後に、領家とふたりきりで猫カフェに入る。偶然その場にいたのは、領家を捨てた母親と義妹だった。領家は高砂と出会い自らの反恋愛感情が弱くなってしまったことを自覚させられる。
ついにやってきた2月14日バレンタイン・デー。計算機科学部と柔道部の全面協力の元、反恋部は学園を封鎖し、チョコレートの持ち込みを校門で全て排除する。しかし、非モテ生徒により校内へチョコレートは入り出し、生徒会の宮前が柔道部主将を再起不能に陥れると形成は一気に逆転する。絶体絶命、フラワーアレンジメント研究部室にバリケードを築き立てこもる高砂と領家。陥落もまもなくとなったその時、領家がチョコレートを取り出した。
「私はおまえのことが、好きだ」
そして告白を受けた高砂は……。

### 2巻
3月。地上部室と印刷機を失った高砂たちは、部室を取り戻す策を考え出す。風紀委員会に偽装して生徒会と交渉をするのだ。目論見通り領家の委員長就任が実現した。恋愛活動の支援に部室が必要だと生徒会長・宮前に提案すると、生徒会室への合流を勧められる。が、高砂と領家の仲を見て旧フラワーアレンジメント研究部室を改修の上提供するという。印刷機の奪還により反恋愛活動がやりやすくなった上に、風紀委員の活動を反恋部として批判するマッチポンプも可能になった。活動として恋愛相談を開始するが、男女を結びつける以外の方法で解決を図ったため、評判は悪くなる一方だった。
そんな中、1人の女子生徒が「告白を断りたい」という相談を持ちかけた。上峰泉、映画研究部の2年生である。彼女の相談を受け、文化部発表会で上映するプロパガンダ映像をつくる案が浮上する。映画を用いて、上峰に対する告白を改めさせようという魂胆である。
反恋部員の身バレという問題が出るが後回しにし、恋愛主義者の悲しい末路を描いた短いもののシナリオをそれぞれ持ち寄った。しかし、西堀、瀬ヶ崎は自らの欲望に忠実なシナリオで、神明に至っては学園ラブコメという枠を守ってすらいない。領家のものは「主人公は高1の女子で、クラスの気になる男子と仲良くなるが、なかなか距離は縮まない。バレンタインに告白するが振られてしまい、絶望しても強く生きていく」という実体験を描いたものだった。結局シナリオは高砂の無難なものに。上峰には風紀委員のプロモーション映像とごまかし、カメラを借りる。その際、上峰には想い人の大学生がいることを知る。
シナリオが決まり、撮影に入る。
恋愛主義者で受験に失敗するヒロインと、反恋愛で受験に合格し、順風満帆な人生を謳歌するもう一人のヒロインの人生。
受験に失敗するヒロインを領家、その恋人を高砂。受験に合格するヒロインを西堀が演じる。多くの生徒に顔が割れている瀬ヶ崎と神明はカメラマンと監督だ。
撮影の最中、新たなる懸念事項がやってきた。スキー合宿だ。カップル成立率の非常に高い大性欲賛会主導のイベントで、雪山での反恋愛活動が決定した。スキー場で高砂と領家は早速、リフトの上から反恋演説を始める。そして、山頂を目指す途中にリフトが止まってしまう。バレンタインのお返しにとネックウォーマーを取り出す高砂。まるでリア充じゃないか！ と言いつつ、喜ぶ領家だった。
温泉旅館にたどり着くと、男女別に大浴場を満喫した。浴衣の女子たちとトランプで遊んでいるうちに、夜は更けていく。
同室の瀬ヶ崎と女児が眠ってしまったのち、高砂は内露天風呂に入ろうとする。すると、領家が先客で入っていた。女子の部屋とこの露天風呂はつながっていたのである。暗がりの中、見えない相手をどうしても意識してしまいながら他愛ない会話をしていると、領家はやはり高砂が好きだということを言い出す。反恋愛に矛盾しないよう、高砂は領家以外の誰とも付き合わない、という恋愛関係にならずとも安心できる関係の提案をした。その契りをしながら、夜は更けてゆく。
文化部発表会2日前。編集作業に追われる高砂は気晴らしに上峰を訪ねる。映画への思いを語り、脇目も振らず打ち込む姿を見ることができた。発表前夜、映画は完成するが部員顔出しの解決策が見つからない。生徒会との全面対決もやむなしと、女児も加えて鍋を囲みながら微調整を続ける。
当日朝。ギリギリに駆け込んだ反恋部は上映される映画を見て驚愕する。

### 3巻
新学期がやってきた。新入生からあらたな反恋部員の獲得に領家は燃えている。講堂で開催される新入生歓迎会を利用し、反恋愛思想を広めようと動き出す。西堀が漫画研究会として発表していると、照明が落ち、西堀を人質に領家の演説が始まった。演説に合わせビラがまかれ、新入生はついつい手を伸ばしてしまう。その時、宮前が突入してきた。人質開放に走る宮前はポケットから警棒ならぬ自撮り棒を取り出した。角材で応戦する領家。角材が割れ、自撮り棒がひしゃげる。絶体絶命か、と思うと反恋部は逃亡する。
圧倒的パフォーマンスを展開したが、門戸を開放しない秘密クラブには誰も新入生は来なかった。そこで、風紀委員の隠れ蓑を利用し、恋愛意識アンケートを実施した。半数の生徒が回答し、その中に反恋愛的な結果が1人だけ混じっていた。恋愛に対する超保守的思考。素行調査を行い、天沼皐という女子生徒を呼び出した。
どんなにカマをかけても彼女の反恋部に入りたい気持ちは本物だ。領家はすっかり天沼を気に入り、反恋部を迎え入れるのだった。女子三人に早々に懐く天沼。瀬ヶ崎も気に入ったようだ。領家は地下アジトの存在も教えることにした。
放課後、どうも天沼のことが気になる高砂は地下アジトに戻る。すると、天沼がやってきて何かを仕掛けだした。彼女はスパイだったのである。前に女児が言っていた直属の近衛兵に当たる存在。力ずくで高砂の口を塞ごうとする天沼に、苦し紛れに自分も大性欲賛会のスパイだと言う。天沼は高砂と領家の仲を引き合いに出し、自分の家来になれと恐喝しだした。
翌日、生徒会の女子が訪ねてきた。染谷と名乗る女子は、彼氏の浮気調査を依頼する。自分の彼氏が宮前と逢瀬を重ねているという目撃談があったからである。宮前を糾弾し、生徒会を潰すチャンスになりえるだろうと、さっそく動き出した。
週末、領家と2人で浮気調査をしようと約束をする。しかし、天沼からの誘いでダブルブッキングとなり、逆らえず領家との約束を断ることになってしまう。天沼とのミーティングはデートのようなものになった。買い物をしカフェに行き、本題のミーティングはラブホテルで行われた。大性欲賛会系列のホテルだからである。
天沼は何者なのか。高砂の疑問に彼女は答えだした。天沼は両親が大性欲賛会員であり、親の立場を利用して楽に生きてきた。恋愛はたかが契約で、必要になればすればいいのだ。そういうドライな考えから大性欲賛会にいる。高砂もいくらかの情報を与え、ホテルを出る。今まで全くなかった恋愛観に混乱しながら。直後、2人は領家薫と出くわした。
その夜、何度連絡してもコンタクトは取れず、翌日もほとんど話せない。無理やり自転車で逃げる領家を捕まえて弁明するが、聞く耳を持たなかった。地下アジトで仲直りの協力を天沼にしている最中、領家が戻ってくる。誤解が誤解を生み、高砂の苦し紛れの皮肉が2人の仲を引き裂く決定打になってしまう。
染谷が、宮前と彼氏がホテルから出てくる目撃証言があったと報告に来た。自らに重ね激昂する領家。宮前の破滅を宣言し、無謀とも言える生徒会への正面突破を天沼と叫びだした。他の4人は自爆と同じことだと困惑するしか無い。
頼れるのは天沼だけ。そう決めた日の放課後、彼女に地下アジトに呼び出される。領家との仲直りを助けてほしいと高砂は頭を下げる。本当に領家が大切なのか？
天沼に問い詰められた高砂は……。

### 4巻
反恋愛思想の総点検と世界同時革命に向けた夏季遠征合宿
中編。
梅雨も開け、夏休みも近くなった反恋部。いつもの演説には生徒から非難轟々だった。恋愛よりも定期テストを粉砕しろ、と。定期テスト前に対策しようとする姿勢がおかしいと批判する領家だが、定期テストのストライキで好感度をあげる提案をするが、憎きリア充が喜んでしまうためにむしろ優秀な成績を残せばよいのでは？ という考えに至った。丁度、部活動大公成績リレーなるものが介される。1位になって、生徒会の陰謀に抗議しようではないか。
テストを不安なく乗り越え、反恋部（成績リレーは風紀委員名義）は2位になる。1位は天文部で部員が1人のため、繰り上がりで旅館の宿泊権利を手に入れた。合宿を決行するのにうってつけの舞台だ。長い夏休みが始まる。
電車で2時間、房総半島の海沿いの街にたどり着いた一行。と女児。荷を解くと手持ち無沙汰になる。それなら海へ行こうと提案する高砂。しかし、領家はホワイトボードを持って戻ってきた。この合宿の目的は勉強会である。1日目は勉強会で終わり、2日目も午前は講義が続いていた。女児に諭され、一行は海の家で昼食を取ることになった。まずい昼食を食べ、水着で浜に再集合。領家が演説を行った。
その後、休憩と称して遊び出す。スイカを割ったり、泳いだり。いつの間にか領家と神明がナンパされてしまうが、高砂が割って入り、天沼の急襲で再起不能。更に女児に瞬間移動で飛ばされてしまう。
晩御飯の後、旅館の娘、文と仲良くなる。泣きながら相談に来た文の悩みは、反恋部として見逃せないものだった。
恋愛至上主義による悲劇とその再帰的構造についての試論
中編。
反恋部に夏休みはなく毎日反恋愛活動の作業を続けていると、風紀委員会に依頼主がやってきた。超常現象研究部の上落合茵と、円阿弥である。この学校にある七不思議その中でもとりわけ謎の多い不思議が、満月の夜に失恋した映画研究部の女子生徒の幽霊話である。部室棟でいかがわしい行為に及ぼうとした生徒の邪魔に現れる。そして、いかがわしい行為に及ぼうとした女生徒の首は血塗れに染まるのだ。という。
調査は高砂主導で動き出した。天文部と映画研究部に協力を仰ぎ、過去のフィルムも発見できた。わずかばかりの映像と、白い影。怪談の輪郭はぼやけたままである。進展を伝えに行くと、上落合は調査の報告を喜んだ。そして祭に行けば進展が在るのではという。
祭には浴衣の反恋部員に女児と全員集合だ。上落合も円阿弥も合流。上落合は自分で調査を勧めると言い、こちらは反恋部活動である。浴衣に半被、トラメガにサングラスで叫びながら祭を練り歩く。反恋部の前に、宮前が立ちふさがった。宮前の投げる水風船をコルク銃で撃ち落とす領家の大立ち回り。
超常現象研究部との活動に戻る。領家の手を取り人の多いエリアを進むと謎の光を目にする。それを追ううちに領家とははぐれ、青白い女の陰に遭遇。しかしよく見れば円阿弥だった。領家と上落合に合流するが、火の玉は懐中電灯の見間違いだという。
結局怪談調査は進まなかった。上落合は「謎は謎のままがよい」という。円阿弥の言ったことばである。しかし、円阿弥とは誰だ？ そう上落合は言うのだった。

### 5巻
9月。反恋部にとっては充実の夏季休暇が終わり、文化祭が迫っている。西堀は文化部連、瀬ヶ崎は運動部連、神明はミス・コンテストの運営、天沼は1年生クラス代表者としてそれぞれが反恋部のために活動をしている。領家と高砂も、前々から実行委員で暗躍していた。クラス展示、部活の屋台などで賑わう中、領家たちの2-Fも喫茶店を出店する。
生徒会からの弾圧はエスカレートしていた。毎日の荷物検査に、アジト発見への情報提供も喚起されている。風紀委員会居室も調査されてはまずいため、地下アジトに備品を移動しなくてはならなくなった。その間、瀬ヶ崎は一般生徒名義で抗議をし、西堀も偽アジトの情報をリークした。立ち入り調査の情報を得るために、神明が生徒会役員の拉致を提案する。拉致した男子生徒に精神的な攻撃をしかける反恋部。実はハブられているのだろう？ その年でその地位で彼女がいないのはお前に問題があるのだろう？ と。誰もがやりすぎたと思う中、心を鬼に自己批判を要求する。男子生徒は泣きながら叫んだ。「リア充爆発しろ！」と。そして本来の目的だった監査の日程に合わせ、風紀委員会居室を綺麗にし乗り切ることができた。
事態は急転直下、地下にアジトが存在するというタレコミが入った。犯人は筆跡でわかる。女児の仕業である。急ぎ地下アジトの破壊に入った。名簿、各データ類、何もかもを消去する。生徒会の突入まで僅かな時間、ぎりぎりまで続けると領家と高砂が残った。脱出の時間は残されていない。高砂はダメ元で、使用したことのない講堂に向かう通路を進もうと提案する。コンクリートで封鎖されていたとしても、何もしないよりマシだ、と。すると講堂側にははしごがあった。一度塞いだコンクリートには、再び穴を開けた形跡が在る。登って行くと、講堂内の倉庫に出た。しかし、講堂の外に生徒会の見張りがいる。地下からは宮前が迫ってくる。2人はシャツのボタンを外し、領家が高砂にまたがった。宮前がやってくると、事に及ぼうとしている2人に出くわすこととなる。急いで乱れた衣服をなおす領家。そして、地下アジトを失ったが2人は生還したのだった。
女児を問い詰める高砂。案の定、すべて彼女の仕組んだものだった。女児の策にまんまと嵌められたのだ。生徒会は反恋部を壊滅させたかのように喧伝し、宮前は過労でへとへとになりながらも文化祭実行委員長との両立で働いていた。文化部会議は白熱し、西堀は生徒会の女子と懇意にしている。心を鬼に、裏切ることができるのだろうか。瀬ヶ崎の周囲もざわついており、彼の取り合いでぎすぎすしていた。神明のミスコンも彼女を甘くみているようで、不満がたまっているのが分かる。天沼も一年生と見くびられ、反恋部は鬱憤がたまりつつあった。領家のカリスマ的な演説と行動だけが現状を打破してくれると高砂は信じていた。なのに。
「私は議長を辞任する」
領家から放たれた言葉は驚愕のものだった。高砂は激昂する。軟弱者は出ていけ！ 他の部員の説得に聞く耳持たず、演説は続く。領家はもう革命戦士ではない。リア充じゃないか。あの母親そっくりだ！ 領家を除名し、速攻で俺も辞めてやる。そしてお前に告白する。恋人になってやる。反恋部もなくなるし、みんなでリア充になってやる。領家が議長でないと反恋部そのものが、思想ごとなくなってしまう。悪いのは領家の魅力だ。だから、自己批判しろ。
「流されて議長の私がリア充になってしまうところだった。高砂と付き合う羽目になりかねなかった。アジト損失分を補填できるようにがんばります」
いつもどおりの調子に戻った領家は反恋部を再スタートする。手始めに生徒会に扮したアジビラを撒き、反恋部が生きていることを証明した。それぞれの文化祭準備は進んでおり、高砂ら2-Fの喫茶店、西堀の描く第二美術部の漫画、瀬ヶ崎はテニス部のクレープ屋、神明はクラスの展示（「鉄道の時相〜黎明期から高度経済成長期」）とミスコン運営、天沼はクラスのお化け屋敷と大忙しである。後夜祭の企画委員長である領家も八面六臂の仕事をしている。
文化祭前夜、部室に泊まり込む高砂のもとに、一度帰宅した領家が戻ってくる。二人きりの夜は手を繋いだまま眠りに落ちてゆく。
文化祭1日目、講堂の開会式。宮前の挨拶を邪魔するように、反恋部の声明とともにスローガンを掲げた垂れ幕を掲示し生徒の注意を向けることに成功する。展示を見つつ巡回しつつ、他の部員を尋ねる。もう裏切りも怖くないという西堀、女子テニス部員の妹を案内できると喜ぶ瀬ヶ崎、ミスコンのステージをひとりで主導する神明、行列ができる天沼のクラスのお化け屋敷。それぞれが全力で文化祭に挑んでいる。領家も喫茶店の店員を手伝っている。しかし、生徒会長の宮前は違った。生徒会そして文化祭実行委員長の役目で手一杯になり、クラス展示は休憩室という手抜きになってしまったのだ。
2日目。朝からでかでかと横断幕を掲示した。宮前はミスコンに出場しているため止めるものはいない。反恋部の面々もそれぞれの努力が実りつつある。そんな中実行委員の活動に精を出す高砂と領家の前で、宮前が過労で倒れてしまった。敵ながら同情し、領家が宮前の代理を務めると言い出したのだ。あらゆる事態にカリスマを発揮し、反恋部の仲間とともに奔走する。宮前のヘルプもあり、一般開放は大成功のもと終えることができた。礼を言う宮前は、生徒会長の後任に領家を強く推薦したいという。反恋部が覇権を取るためには、それも悪くないアイデアだった。
後夜祭が始まる。キャンプファイヤーの火が揺らめく。「学生注目!!」。宮前が壇上に立ったそのとき、屋上で声高らかに叫ばれる。領家薫は反恋部の手に落ちたと自作自演を見せつけながら、校舎内への立てこもりが始まる。議長と人質を演じ分けながら、生徒をあおる領家。一方の宮前は、領家にそんな仕打ちをする反恋部を許すことはできなかった。自ら先頭に立ち、救出に走り出す。
反恋部の協力者たちは宮前の叫びになすすべもなかった。彼女のいない程度で弱音を吐くな。事務に忙殺され、生徒会長という役職で男に避けられ、それでも他人の幸せを願わずにはいられない。澄んだ目で突き進む彼女は強かった。
ぼろぼろになりながら、屋上にたどり着いた宮前はゲバ棒を拾い、顔を隠した領家に振りかざす。平行線の議論をぶつけ合い、本気のやりあいとなった。疲労から、先に膝をついたのは宮前だった。倒れ行く中、領家の顔を隠す手ぬぐいを引き抜く。
宮前は驚愕する。なぜならそこにいるのは領家薫だったからだ。

## 登場人物

### 主要人物
高砂（たかさご）
本作の主人公。作品の舞台となる高校の1年F組（第3巻から2年F組 出席番号18番）の男子生徒であり、反恋部2人目の部員であり雑用。風紀委員会では副委員長となる。乙女座生まれ。
全作品を通しての語り手であり、領家薫とともに恋愛感情を否定する一人の革命戦士である。家族構成は両親との三人家族だったが、女児が妹であると両親を洗脳したため、両親と妹と四人家族である。高校までは最寄り駅まで電車通学、そこから徒歩である。
高校1年生だがガールフレンドがおらず、クリスマス・イヴに渋谷で楽しむカップルを見て僻むような典型的非リア充。恋愛信奉者である男女を教導するという領家との出会いがきっかけになり、学校生活への積極的参加や反恋部の活動、領家との恋仲を思わせる出来事など、傍から見れば彼が妬み、憧れたリア充な日々を送ることになった。
人見知りで友人も少ない。自分の性格をひねくれていると称し、普段から屋上で1人昼食を食べていることから、クラスでの友人は殆どいないと思われる。クラスでは高砂くんと呼ばれている。あるいは、領家との仲をからかわれ「リア充♂」「領家さんの彼氏」と呼ばれることもある。領家にはコミュ障とからかわれるが、宮前や風紀委員会への依頼人とのやり取りから年齢相応のコミュニケーションは取れる。神明には、自分は感情を伝えることが下手で不器用だと言っている。学業成績は良く、定期テスト対策の勉強会では特に周りに相談しなくても問題が解けていた。趣味は漫画や小説の読書やゲーム、ネットサーフィンや深夜アニメのネット実況などがある。漫画については、西堀と百合漫画について語れる嗜好がある。千葉の海水浴場に行った際、きれいな石を潜って探していた。旅先で宝石のようなガラスのついたキーホルダーと拾った石を持ち帰る趣味があるようである。無類の猫好きである。
反恋部には演説をしていた領家の姿に憧れて入部した面が大きく、リア充になりたいと多少は思っている。反恋部の活動・思想が正しいとも、世界同時革命が成功できるとも思ってはいない。領家のことが好きである。領家が自分のことを好きであることもわかっているため両思いだが、反恋革命戦士である矜持から恋人にはならない。「領家とは恋人にはならないが、領家以外の女性とは付き合わない」と実質恋仲の約束をしている。領家が議長を辞任すると言った際には、彼女を反恋部から放逐し自分も退部のちに告白するだろうと宣言した。領家の写真を写真部から購入し普段から眺めている。
女児が危険視していた領家の思想に初めて同調した人間であることから、女児の興味の対象となった。大性欲賛会とのつながりも深く、会長である女児のほか生徒会長の宮前、近衛兵である天沼とも情報のやり取りをしている。二重スパイとして双方の組織の中枢とつながりがあるのは高砂だけであり、反恋部メンバーそれぞれの秘密を知っている唯一の人間でもある。反恋部の中でもまとめ役として高砂の意見が、プロパガンダ映画のシナリオコンペや、宮前の浮気疑惑についてなど、決定打となることも多い。半恋愛活動に対しては真面目で、顔を隠していない状態での演説活動を制止したり、西堀、天沼らが新入部員だったときに本当に信用できるかどうかを確認したりしている(天沼は大性欲賛会のスパイだったため、功を奏した)。面倒見も良く、突然妹となった女児の世話をきちんと見ている。円阿弥の姿が人間で唯一見ることができた。これは、円阿弥という人間が高砂と似た性格で恋人を作れないからだろうと上落合が言っている。
反恋部入部のきっかけが、屋上から裏庭で遊ぶ男女に向けて「リア充爆発しろ！」と叫んだことであるため、自分から行動をすることも多いタイプ。放送室ジャック、バレンタイン粉砕闘争、プロパガンダ映画の撮影といった活動でも、率先して領家に意見具申する姿が見られる。反恋部と生徒会との衝突やトラウマとの遭遇で弱気になった領家には慰めることはせずに活を入れたため、領家との反恋愛活動を楽しんでいるようである。
領家 薫（りょうけ　かおる）
本作のメインヒロイン。作品の舞台となる高校の1年F組（第3巻から2年F組）の女子生徒であり、反恋部議長、書記長、風紀委員長。蟹座生まれ。
高砂と同じクラスで、クラスでは目立たないように黒縁眼鏡をかけている。背中まである長いストレートヘアで、3つの銀色のヘアピンと赤いリボンがトレードマークになっている。
黒髪に青みがかっている大きな瞳に長いまつげのあまりにも獰猛な魅力の美少女で、スタイルも抜群。プロポーションは高砂曰く「かなり凹凸がはっきりとしている」。しかし、眼鏡で目立たない姿と猫背気味の姿勢、誰ともコミュニケーションを取ろうとしない（取るのが苦手）ため、彼氏ができたことはない。文武ともに優れている。学業の成績は高砂同等優秀で、運動神経も良いが体育の成績は下から数えたほうが早い。これはクラスメートの前だからである。また、料理も得意。読書量も多いようで、語彙が豊富。言葉巧みな演説も読書に依るところがある。それを活かし、文化祭のクラス企画の文章を任されている。クラスでは領家さん、あるいは薫ちゃんと呼ばれている。あるいは、高砂との仲をからかわれ「リア充♀」と呼ばれることもある。反恋部の活動で培ったからか、角材、ゲバ棒、飛び道具を用いた対人戦闘もこなす。その性格は真面目、繊細、猪突猛進でありながらも乙女であり、反恋部の活動から「非リア充」としてあるいは美人風紀委員長として校内では有名人である。極端に恋愛、リア充を嫌っており反恋愛主義青年同盟部を自ら結成した。家族は父親との2人暮らしである。薫の母、楓は大学生の時に学生結婚で薫を身ごもっており、その後薫が6歳の時に大学時代の友人と浮気をしたことが原因で離婚している。楓に対して「あの女」と呼び、直接憎悪を見せている。男手ひとつで育てられ、女を激しく憎むようになった。恋愛感情への憎悪はその後にできたものである。過去の革命家たちの行動を真似る形で活動を行っているからか、高圧的で断定的な話し方をする。一般人、一般生徒の前でも反恋部の部室でも、2ページ以上にわたり長々と持論を展開することが多い。演説の結びには「リア充爆発しろ！」と来ることが多い。非常に強気な性格で権力に物怖じしない毅然とした姿勢が随所で見ることが出来、屁理屈でも納得してしまいそうな力強い話し方で多くの非リア充からの賛同を得ている。その一方で年相応の女子高生の純情を持ち合わせている。特に同世代の男子には耐性がなく、高砂と手が触れただけで赤面するほどである。人混み、あるいは多くの男女が入り乱れる空間が苦手であり、議長あるいは委員長の仮面を被っていない時の領家は高砂や他の部員よりもコミュ障であるといえる。
反恋部議長という肩書は、高砂がメールでなんとなくつけたものである。この時点では部員が領家と高砂しかいなかったが、その後西堀、瀬ヶ崎、神明と5人体制になり部活の体をなすようになると、議長=部長として全員を引っ張るようになる。迅速な判断と的確な指示を出すことができるカリスマを持っている。バレンタイン粉砕闘争で失った部室を取り返すために風紀委員会に偽装した際は、風紀委員長として就任した。文化祭では、生徒会との直接対決に向け、文化祭実行委員会に所属し、風紀委員の実績と信頼より後夜祭企画委員長に任命される。文化祭2日目に宮前が過労で倒れた際には、生徒会長と文化祭実行委員長の代理を見事に務めている。復帰した宮前から次期生徒会長職を推されたが返事は保留のままである。宮前に反恋部議長の正体が領家であるとバレた際には、議長職を更迭され書記長の肩書となった。
普段は反恋部議長として恋愛感情の根絶、リア充の爆発を叫んでいるが、高砂との男女仲、反恋部でのリア充の遊びに似た活動を純粋に楽しんでいることから、矛盾した思考形態を持っており、第1巻のクライマックスでは自分から「落ちるとこまで落ちてしまおう」と、自分の素直な感情は恋であると認め高砂に告白した。（その後、高砂に精神が弱っていると叱咤され開き直った）。物語が進むにつれてこの矛盾はより顕著なものになり、
- 温泉の混浴露天風呂で、「高砂は自分以外と付き合わないのであれば良い」と将来的にカップルになることを認める。
- 高砂が天沼と付き合っていると思い込み、涙ながらに神明に恋愛相談をした。
- 文化祭のクラス企画に無理やり参加させられたが、クラスメートとの交流がまんざらではない。
- 反恋部の活動と言いながら、高砂とのいちゃいちゃを自覚し、それを楽しんでいたと自己批判した。

など、革命家としての姿よりも1人の女子高生としての姿が見られるようになっている。また、分析のために見た恋愛映画で上映後も泣き続けるほどには恋愛感について理解ができるまでに成長している。何かにつけて高砂が他の女子とどうなっているかを気にしており、機会があれば一緒に居ようとする。声が聞きたいという理由で高砂に電話をすることも多々ある。高砂も領家に一途なため、誤解が解けたあとの天沼を含めた反恋部女子に対しては浮気の心配はしていない。
機械いじりが苦手である。スマートホンを使ってはいるが、連絡先を知っている相手が極端に少なく、メールも電報の文面のような短いものばかりだった。高砂に出会う前は実父しか男性の連絡先を知らなかった。短編 ITを駆使した情報戦に勝利せよ! ではパソコンを結構いじると言っていたが、使用しているブラウザがネットスケープナビゲーター、接続にはモデムが必要、テレホーダイプランなど、90年台のパソコン知識しかなく、スマートホンが当時のパソコンより高スペックであることに驚いていた。
暗いところが苦手である。地下通路の未踏エリアに入ることを拒んでいる。
購買で販売されている菓子、きなこの山とすぎのこの里では、きなこ派である。高砂同様、無類の猫好きである。
西堀 優（にしぼり ゆう）
作品の舞台となる高校の1年C組（第3巻から2年生）の女子生徒であり、第2美術部部長を兼任する。天秤座生まれ。
高砂と領家が放送室ジャックを行ったときに逃亡する2人を第2美術部室に匿った。その際、入部意志がはっきりとしていたため、3人目の反恋部員となった。
赤みがかった茶色のショートカットで花の模様がついたヘアピンを1つつけている。身長が140センチ代後半と低く、年齢よりも幼く見られがち。ぶっきらほうで非常に簡潔な話し方をする。一人っ子で、母親は中学校教員、父親はファッションデザイナー。父方の祖母と同居しており、母方の実家は鯵ヶ沢。成績は反恋部の中でも優秀であり、学年10クラスの生徒のうち5位以内の成績である。領家の演説に共感し反恋部へ入ることを決めた。その原因として、西堀は同性しか恋愛対象ではないというものがある。反連部に入部した日、高砂は万が一スパイがいるのではないかと全員帰宅後の地下アジトに戻ると、全裸で領家の残り香毛布にくるまれて満悦していた西堀がいた。スパイ疑惑が晴れたが、高砂だけに特殊な性癖がばれてしまった。その後、百合漫画の趣味が高砂にもあることがわかり、意気投合する。普段からイラスト共有サイトに投稿している。普通のオタクで、コミケにも参加している。自室には見られてもよいものかどうかを3段階に分けてアニメ・ゲーム関係の物を収納している。それらのマンガを領家に普段から貸す間柄である。マッサージが得意。運動はあまり得意ではなく、スキー場では初心者で、海岸では泳がず砂の城を作っていた。
第2美術部唯一の部員にして、部長。実績を持っている部活が部室をもてるという仕組みのため、西堀一人ながらも奮闘している部活におもわれる。漫画研究会の別名の通り、普段からイラストや漫画を描いている。アジビラの紙面を作成する、恵方巻粉砕闘争時のプロパガンダ漫画など彼女の技量を十二分に発揮している。新入生勧誘や文化祭でも活動は行っているが、新入生はゼロだった。たいしてへこむ様子もなく、文化祭では自作のマンガを頒布している。文化祭2日目になると西堀のマンガ目当ての客も現れたため、技量は高い。基本的には百合ものと思われる。
反恋部ではいちばん自分の欲望に忠実に動いている。他のメンバーと違って、西堀は恋愛思想がどうこうというよりも同性と仲良くなりたいことがすべてだからである。過度のスキンシップは領家や神明に限らず、宮前であっても欲望のままに行っている。
子どもに間違えられた経験が多いからなのか、子ども特に女児が嫌いである。女児は西堀に懐いているが、遠ざけることが多い。その反動からか、天沼が後輩として入ってきた時は喜んでいた。
神明 茜（しんめい　あかね）
作品の舞台となる高校の2年A組（第3巻から3年生）の女子生徒であり、反恋部唯一の上級生。水瓶座生まれ。
放送室ジャックで逃亡する高砂と領家を手助けし、領家のスカウトに応じた。追う生徒会役員のせいで転んだフリをし、同級生をけしかけた。
高校の中でも憧れの的であり不可侵。くりっとした目に少しあつい唇。ウェーブ掛かった栗色の髪は肩までで、昨年度のミスココンテスト優勝者。非常に巨乳で、男子生徒羨望の的である。それが悩みであり、反恋部に入った理由でもある。中学生の頃から発育がよく、デリカシーのない男子からあれこれ言われていた。当時神明は内向的であまり人と関われなかったが、同じ内向的な読書好きの女子と仲良くしていたが、引き立て役だとまわりの女子から僻まれるうちに不登校になってしまい、リア充へのトラウマになっている。モラルのある生徒が多いだろうと進学したのが偏差値の高い高校だったが、男子の妄想の対象に変わりはなかった。また、その美貌から女子にも煙たがられている。領家の演説に惹かれたのは、そんな環境からの脱却ができると思ったからである。もともと母性のある人で、西堀や天沼、女児を非常にかわいがる（が、巨乳故に女児には嫌われている）。成績は良く、3年生になっても反恋部の活動で学業に支障はないらしい。スキーもある程度は滑れるが、スキー合宿では1人だけスノーボードを選んでいた。
反恋部唯一の先輩である自覚もある。ホワイトデーについて高砂が迷っていると、プレゼントにふざけたものはやめるように説得したり、領家が泣きながら高砂とのことを相談したりもしている。
多趣味である。特に非常にディープな鉄道マニアである。乗り鉄で、青春18きっぷを使った一人旅には度々出ているという。反恋部の県外遠征の際には彼女が日程を立て、スキー合宿の日にはメンバーを上野に始発列車で集合させた。スキーを楽しむよりも、スキー場を出て雪国のローカル線に乗って来るという荒業もしている。また、合宿に向かう際も房総半島を大回りで移動させられそうになった。基本的に自分の欲望に忠実に動いている。文化祭では、匿名で提案した鉄道に関するクラス展示を主導し、マニアには喜ばれたようである。プロパガンダ映像製作のときは監督に就任し、板についた監督っぷりだった。トラメガを分解し基盤をいじったり、夏祭りの高難易度のカタヌキを完璧に仕上げたりと手先も器用である。
前述のトラウマに立ち向かってきたことから、非常に強い芯を持つ人である。周りにあれこれ言われながらもミス・コンテストをすべて自分で主導し大成功に導いている。
瀬ヶ崎 渉（せがさき　わたる）
作品の舞台となる高校の1年生（第3巻から2年生）の男子生徒であり、テニス部部長を兼任する。牡牛座生まれ。
放送室ジャックで逃亡する高砂と領家を手助けし、高砂のスカウトに応じた。タイミングよくテニスボールを廊下にこぼし、生徒会役員を足止めした。
テニス部の王子さまとも呼ばれるイケメン。ファンクラブが三つあり、十数人の女子がすでに告白し断られているという。高い身長に父方の祖母がドイツ人のため、薄い緑がかった瞳と髪色をもつ。成績優秀、品行方正、眉目秀麗でありどう見てもリア充だが、恋人はいない。非常にシャイかつ奥手、八方美人になりがちな性格で丁寧な話し方をする。領家の演説に共感し、反恋部に入ることを決めた。恋愛至上主義の女子高生にモテることに苦痛を感じる日々の中で、放送室ジャックが発生し、反恋部に興味を持った。高砂がスカウトに行くが、自分には荷が重いと一度は断られてしまう。しかし、その熱意に折れ、一人の反恋愛活動戦士となった。
瀬ヶ崎の異性の好みは非常に低い年齢に限られるからである。小学校高学年の頃は同級生が好みだったが、成長しても小学校高学年しか好みになれず、ストライクゾーンは小学五年生以下になってしまう。はじめのうちは高砂と本音で話せることを喜んでいた。しかし、見た目も性格もリア充たる瀬ヶ崎に彼女がいないのはおかしい、と高砂が疑問を抱くようになった際、その全てを明かす。すると、高砂は別の性癖でカモフラージュすれば良いと提案してくれた。「瀬ヶ崎は高砂が好きである」。このデマが広がっているかは疑問である。
テニス部では部長でありエースであるほどの実力と人望を持つ。また運動全般にも秀でている。スキーの腕もかなりのもので、上級者コースでもストック無しで難なく滑り降りることができる。運動部全体の代表を務めるなど、高校内での地位は非常に高い。そのルックスと地位を活かし、反恋部の活動に一役買うこともある。
普段は自分の欲望に忠実に行動することが多い。初めて反恋部全員で渋谷に偵察に出た際は、解散後青山の遊戯施設に行くと言っていたし、近くのスーパー銭湯やお台場の温泉施設にも何度も通っているという。普段から子どもが映り込む可能性の高い動画ライブを見ていたり、携帯で子供服のカタログを見ていたりという具合。平気で女子小学生に声をかけることもある。
女児が完璧な女性だと思っている。女児を前にすると外聞もかなぐり捨てた男子高校生然とした行動をする。高砂と二人で入った露天風呂に女児が突入した際は、あまりの緊張にのぼせてしまう。文の旅館に投資を約束した十二歳の経営者に敵愾心を抱き、女児がハマっていたネット対戦ゲームを自分も購入し、WATARUというプレイヤーネームで彼女を接待プレイで喜ばすなどである。
据え置き機のゲームはやらないが、周りとの話を合わせるためにスマホのゲームをすることがある。同級生と対等に遊ぶことはあまりないようだ。
天沼 皐（あまぬま　さつき）
作品の舞台となる高校の女子生徒であり、3巻より登場。1年B組の後輩である。
反恋部が風紀委員に扮して集計した恋愛意識調査アンケートで反恋愛思想を書き、反恋部への入部を希望したため唯一の後輩として領家にスカウトされた。
平均程度の身長で細身ながら、中学時代に陸上をしていたため筋肉がついている。つり目がちでポニーテール。成績は良く入学直後の実力テストは学年1位である。運動神経も高く、持久走が得意。また、水泳も得意で非常にはやく泳げる。戦闘員としても秀でており、海では海水浴場で領家、神明をナンパした男2人を足払いで戦闘不能にし、文化祭でも宮前以外の生徒会軍団を全員足止めし、バリケードの中で孤軍奮闘し続けた。これ以上なく頼もしい新入生。
その正体は、大性欲賛会のスパイ。女児の結成した近衛兵の一人であり、反恋部の内部崩壊あるいは無謀な作戦による壊滅をさせるためにやってきた。女児の考えでは、高砂と領家が恋人同士になるために送り込んだとも言っている。同じ高校の生徒だが、宮前との仲はすこぶる悪い。大性欲賛会の中でも所属する部署が違うことと、天沼と宮前の両親の仲が悪いために、その代理戦争をさせられているということもある。
天沼が大性欲賛会に入ったのは、両親が会員だからという点と、その恩恵で楽に生きられるからという点による。恋愛とは契約でしかない、というスタンスだったが、高砂の2ページ以上にわたる領家への告白を聞かされて意志が揺らいだ。反恋部への破壊工作は失敗したため自主退部をしようとする。しかし、高砂が二重スパイであることを知り、反恋部へ寝返る決意をする。自分をこのような人間に育て上げた大性欲賛会への復讐のために。入学早々に男子から告白をされたが、「恋愛には興味がない」と言って断った。これはもとからの天沼の考えである。
普段、領家あるいは反恋部員の前では領家を先生、他の部員を苗字＋先輩と呼び、軍人調の話し方と右翼的発言が目立つが、高砂あるいは大性欲賛会・宮前の前では薫ちゃん、サゴっち先輩といった呼び方となり、慇懃無礼な後輩口調になる。大性欲賛会を辞め、反恋部に寝返ると更に領家に懐き切り込み隊長を努めている。唯一の一年生ということから、下学年への反恋愛普及につとめる。
女児（じょじ）
見た目は、育ちの良いお嬢様学校の小学4年生。薄い色の髪の毛をツーサイドアップのショートカットにしている。
その実態は、人類すべてのモデルになった存在であり、地球外生命体。あるいは、神に近い存在である。彼女の目的は、地球を彼女らにとって住みやすい二酸化炭素濃度にテラフォーミングすること。その過程で、人類、すべての生物を死滅させクリーンにすることである。一方的な虐殺をおこなう気はなく、人類が繁殖することで資源や食料の枯渇をさせ、結果的な滅亡を望んでいる。人類の繁殖には恋愛至上主義との相性が良いので、大性欲賛会を結成。会長として、反恋部議長である領家薫を危険視している。高砂が反恋部に加盟した直後に現れ、高砂に取り入った。高砂の妹として人前では彼をお兄ちゃんと呼び、二人きりのときは高砂が敬語で話しかける。
別の星系から来たと言っている。年齢は宇宙年齢の半分程度である。アンドロメダにも同朋がいると言うが、どこまでが本当なのかはわからない。
反乱因子を片付けることが出来るからと高砂、領家をカップルにしようと助けている。人知を超えた能力を発揮し、反恋部の活動の邪魔もしている。内容として、
- 二年参りデートを勧める（1巻）
- 児童ポルノ規制を推進する議員にスキャンダルを発生させる（1巻）
- 宮前に変装し、領家と高砂を追い詰めアジト陥落（1巻）
- バレンタイン粉砕闘争の放課後、領家を家に呼ぶ（1巻）
- 高砂の両親を洗脳し、実妹であると誤認させる（1巻）
- スキー合宿に勝手についてくる（2巻）
- プロパガンダ映像の改変（2巻）
- 反恋愛主義青年同盟部を旅館から海水浴場へ連れていく（4巻）
- 人間を2人瞬間移動させる（4巻）
- 地下アジトについて宮前にリーク（5巻）
- コンクリートで埋め立てられた通路に穴を開ける（5巻）

などがある。また、高砂家では見た目通りの小4女児としての行動が目立つ。駄々をこねる、迷子になる、ホラー番組を見ると夜一人でトイレに行けない、などである。高砂を様々な方法で監視をしているが、高校生徒のSNS監視、学校のプリントをバッグから拾い出す、携帯搭載GPSで高砂の位置を把握するなどやり方は至って普通。動画サイトやゲーム対戦、資料作りなど小4にしてはパソコンを使いこなしている。
自分は神である、と公言することもある。ネットゲームでのハンドルネームは「IAmGod」だが、高砂以外取り合ってくれたことはない。
人類の女はすべて自分の体型を模倣しているものと信じているが、神明のような体型は自分から程遠いからと毛嫌いしている。同様の理由で西堀、天沼には懐いている。

### 学園関係者
宮前（みやまえ）
作品の舞台となる高校の2年生（第3巻から3年生）の女子生徒であり、生徒会長である。
大性欲賛会員であり、その教えに忠実に行動する。入学後早くに生徒会長に就任し、2年間恋愛至上主義を全面に打ち出した政策を行ってきた。
背格好は領家と同じくらい。高い鼻、彫りの深い顔立ちの美少女。人当たりの良さとキャラクターもあってなのか文化祭のミス・コンテストでは軽々と予選を突破している。ふわふわの髪の毛は編み込んでおり、花柄の髪飾りを付けている。先頭に立つ者として、高揚のために厚く化粧をしている。話し方はお嬢様言葉であり父親がそれなりに偉い地位にあるため育ちも良い。
リア充を体現したような思想、言動が目立つ。リア充のためのイベントを多数開催してきた。生徒とのコミュニケーションを大切に思っており、生徒会新聞には宮前の恋占いのコーナーを連載したり、食堂で様々な生徒と昼食を食べたりしている。1年生の時から彼氏（細めの金髪の男）がおり、宮前に片思いをしていた柔道部主将・田島の純真を踏みにじった。バレンタイン粉砕闘争時には反恋部の活動を妨害する様子が見られるが、それは女児の変装した偽物であり本物の宮前は六本木ヒルズに住む起業家と登校もせずデートをしていたがその男は後に7人の女性との浮気が判明し別れる。それ以来半年以上彼氏の居ない状態が続いている。
生徒会長としては非常に能力が高い。カリスマ性と事務処理能力は生徒会の中でも抜きん出ている。文化祭実行委員長も兼任しており、激務の末過労で倒れる事もあった。大義を優先するあまり、自分のクラス展示が疎かになったことを悔しく思っている。生徒会長として、またひとりの女子生徒として「風紀委員長の領家薫」に惚れ込んでおり、後任に領家を指名するほど。また、高砂と領家の関係を理想のカップルと思っており、自分に今後彼氏ができても2人のようにはなれないと自覚している。体力、戦闘力ともに生徒会トップであり、領家と互角の戦闘力を持つ。今まで3度戦闘を繰り広げている。1度目は新入生歓迎会を反恋部がジャックした際に、ゲバ棒を持つ領家に対して自撮り棒を取り出し互角の戦いをした。2度目は夏祭り会場で、水風船を投擲し領家の進行を食い止めようとするが、コルク銃で全て撃ち落とされてしまう。3度目、文化祭後夜祭の直前、屋上で互いがゲバ棒を持ち戦闘となる。この時の領家は反恋部の協力者をほとんど無力化させ領家の前に現れた。一進一退の攻防が繰り広げられたが、連日の疲労から先に膝をついてしまう。
大性欲賛会ではそれなりの地位ではあるが、近衛兵の天沼とは敵対している。部外者の居ない状態では陰険な雰囲気になる。目に余る天沼の行動を牽制しながら、かばう様子も見られる。脇目も振らず恋愛至上主義にまっすぐ突き進むため、正反対の考えながら領家との共通点は多い。それが原因なのかはわからないが、この作品でも屈指の非リア充でもある。
第5巻の終盤で領家と高砂の胃もたれするようないちゃいちゃを見せられ、「リア充爆発しろ！」と全校生徒に叫んだ。そして、誰よりも孤独に大性欲賛会の活動に忠実にやってきたことを馬鹿らしく思い、二代目反恋部議長に就任し、反恋部7人目の部員となったのである。これで、高校を牛耳っていた大性欲賛会の人間は居なくなった。
風紀委員長/天文部長
作品の舞台となる高校の2年生（第3巻から3年生）の男子生徒であり、部員が彼1人の天文部部長と風紀委員長を兼任する。風紀委員長の職は2巻の途中で領家に譲ったため、以降は“元”風紀委員長である。
190センチほどの細身の長身で、分厚い眼鏡をかけている。他の風紀委員が仕事をすべて押し付けるため狂ったと言われ、普段部室棟では奇声を上げていることが多いが、高砂と2人になったときはまともな対応をする。彼が反恋部の人間であることを見透かしたような発言をした。成績も非常に良く、2年生ながら大学受験の模試で上位、学年トップの成績でもあるため部活動対抗成績リレーでも優勝するが、天文部員が一人だけのため商品が無効となっていた。年月日を見ただけで月齢がわかるなど、成績が良いだけでなく頭の回転も早いようである。

### その他の登場人物
1巻の登場人物
ユミ、ミホ、ワタル
高砂に屋上から「リア充爆発しろ！」と叫ばれた、バドミントンで遊んでいた男女。運動部に見えるユミ、チャラめな見た目のミホ、爽やか系のワタル。
四谷、別所（よつや、べっしょ）
クラスメートのカップル。四谷が男子で別所が女子。リア充グループの友達くらいの立ち位置。浅草寺の二年参りで高砂、領家と出くわし、反恋部ではないとごまかすため、高砂が自分たちはカップルだと説明した。
放送部員
高砂・領家による放送室ジャックの被害者である男子2名。生徒会たちからの逃亡を手助けした。謝罪に行った際反恋部にスカウトするが断られる。そして陰のシンパとして放送される再生リストから、「会いたくて震える」「恋しくて」といった歌詞の曲を取り除く活動を行っている。
田島（たじま）
柔道部主将。2年生。柔道の鬼で、リア充を恨んでいる。1年生時にクラスメートの女子に気のある態度をとられたが、告白しようと呼び出すも「汗臭いこと」が理由で断られた。その女子は宮前であり、宮前は田島のことを覚えていなかった。バレンタイン粉砕闘争後は宮前のボディガードとして仕えている。
藤枝（ふじえだ）
計算科学部部長。母親や姉妹からもチョコレートを貰えず、義理チョコももらったことのない男子。体質変化により、警察犬並みにチョコレートの匂いに敏感。チョコレートを顔中に噴霧され、戦意喪失した。バレンタイン粉砕闘争後は生徒会のウェブ関連の雑務を行っている。
三橋 楓（みはし かえで）
領家の離婚した母親。黒髪であることや笑顔の雰囲気が領家とそっくりである。インカレッジサークルで薫の父親と出会っており、のちに同じサークルの男と浮気をしたと思われる。浮気の事実までは薫自身が話しているが、浮気相手については高砂の推測の可能性もある。10万円の入った封筒を一方的に置いていった。
三橋 マリ（みはし まり）
楓の娘。領家の父親が違う妹。小学校低学年くらい。
高砂の両親
女児が高砂の妹である、と洗脳された。高砂が預けたお年玉を新聞代の集金で使ってしまうような人たち。
2巻の登場人物
大戸（おおと）
高砂、領家と同じ1年F組の女子生徒で風紀委員。領家に風紀委員を譲って欲しいと頼まれたので譲った。高砂がもともと風紀委員ということを聞いて、領家と高砂が付き合っていると思っていたために早々に快諾した。
上峰 泉（うえみね　いずみ）
作品の舞台となる高校の2年A組（第3巻から3年生）の女子生徒であり、映画研究部部員である。
風紀委員会へ先輩3人からの告白を断りたいという恋愛相談にやってきた。「告白を断りたい」という依頼である。
身長が150センチ前半で、前髪がまっすぐ切りそろえられた肩にかかる黒髪。毛先はゆるくカールしている。赤い眼鏡をかけている。映研唯一の2年生で、映画にかける情熱は映研随一。というのも、恋い慕う大学生の先輩に振り向いてもらうために誰にも負けない映画を作りたいからである。特撮番組が好きだったことが映画を好きになるきっかけとなった。高校入学当初に見た自主製作映画に惹かれ映研に入部する。その映画をつくった先輩を想い続けている。映画にかける情熱はかなりのものであるが、造っている期間は身だしなみなどが無頓着になる。かなりはっきりとした物言いをする。
3年生の先輩や大学生の先輩との恋愛のいざこざで悩んでいたようだが、文化部発表会の映画をつくったことで進むべき目標が決まったようだ。4巻の再登場時には新入部員と映画について議論を戦わせていた。
映研の男子先輩たち
映画研究部3人の男子部員。3年生で、全員浪人が決まっている。文化部発表会で作品を発表することもなく、上峰が誰と付き合いたいのかゲーム感覚で一斉に告白を促したため、3人とも上峰に怒号を浴びせられた。
映研の先輩の大学生
上峰が映画研究部に入るきっかけになった作品を撮った男。長身痩躯で近隣にある大学の学生。彼女らしき相手がいる。
3巻の登場人物
染谷（そめや）
高砂、領家らと同学年で落ち着いた雰囲気の女子生徒であり、生徒会に所属している。
風紀委員会に、同じく生徒会に所属する彼氏の浮気調査にやってくる。
染谷の彼氏
生徒会に所属する男子生徒。染谷が浮気していないか心配になり生徒会長の宮前に相談しているところを、染谷に浮気現場と疑われた。
4巻の登場人物
文（ふみ〉
中編「反恋愛思想の総点検と世界同時革命に向けた夏季遠征合宿」に登場する。旅館の一人娘で女子高生。普段から仲居の手伝いをしている。
反恋部が合宿に来ているタイミングで文とホテル経営者との縁談が予定されていたため、同年代にその悩みを聞いてほしいという依頼となった。
ぱっちりとした目鼻立ちに日焼けした肌、ショートカットの少女。大性欲賛会の末端会員になるが、当人に会員の自覚はない。反恋愛主義青年同盟部の合宿二日目の夜に、相談にやってくる。
旅館を継ぐことに対しては何も文句はない。これといって好きな異性がいるわけではないが、まだ女子高生なのに縁談で将来がすべて決まってしまうということに戸惑っていた。高砂が文の恋人役を演じ、縁談を断りたいという旨を女将に直訴した。反恋部が東京に戻った後も、高砂たちとメールのやりとりは続けている。
女将
中編「反恋愛思想の総点検と世界同時革命に向けた夏季遠征合宿」に登場する。
文の母親で、反恋部の宿泊する大性欲賛会系列の旅館の女将。文が旅館を継げばよいとも考えているが、娘の考えを尊重する。女将としては非常に優秀。
茶髪の2人組
中編「反恋愛思想の総点検と世界同時革命に向けた夏季遠征合宿」に登場する。
海に来ていた領家と神明をナンパした2人組。大学デビューのキョロ充であり、高砂に暴言を吐かれ武力行使に入ろうとするが、見かねた女児に瞬間移動させられた。
縁談相手
中編　反恋愛思想の総点検と世界同時革命に向けた夏季遠征合宿に登場する。
大手ホテルグループ経営会社の三男。髪色からハーフのように見え、身長が160センチ前後。まだ小学6年生
文の旅館に投資をし、全面改装を決定する立場の少年。縁談について本気に考えている。同席する反恋部にいた女児に一目ぼれをし、その際高砂が文の恋人であると信じ込む。縁談相手→女児→高砂→文、という関係でこの旅館に投資することは女児との将来に投資するメリットと考え、文にとっては最良の条件を提示した。瀬ヶ崎からは恋敵としてマークされている。
上落合 茵（かみおちあい しとね）
中編「恋愛至上主義による悲劇とその再帰的構造についての試論」に登場する。
超常現象研究部部長。長い前髪で表情がわかりにくい少女。いつも猫背であり、恋愛経験は一度もない。前髪を上げると、色白かつ瞳の大きな美人である。
部室棟にあらわれる幽霊について調べようとしたが、恋愛がらみの幽霊ということから風紀委員会に相談に来た。高校に起こる超常現象や怪談に詳しい。
円阿弥（えんなみ）
中編「恋愛至上主義による悲劇とその再帰的構造についての試論」に登場する。
上落合とともに反恋部を訪ねてきた女子生徒。背が高く、いつも微笑んでいる。
その正体は学校の七不思議にもある、30年ほど前に死亡したとされる映画研究部の女子生徒の幽霊。想い人と別の女子が仲良くしているのをみて絶望したとされている。高砂と女児だけに見ることができた。親近感を覚えたから見ることができたのではないか？ と上落合は分析する。高砂は初め、女児が自分を驚かすために幻影を見せていたものと思い込んだ。
5巻の登場人物
尋問された生徒会役員の男子
アジトを探す生徒会に対し、情報を得るために反恋部に拉致られた被害者。生徒会役員だが彼女はおらず、いわゆるキョロ充。領家、西堀、神明、天沼4人からの精神攻撃により、他人が信じられなくなった上に、半恋愛感情を抱くようになった。
文化祭実行委員の女子
西堀が情報を得るために仲良くなった女子生徒。背の高い茶髪のポニーテール。高砂は情が移っていないか心配をしたが、割り切った態度で情報を引き出していた。宮前に比べると処理能力が落ちてしまうため、西堀の助力が非常に助かっていた。準備期間にとても仲良くなっている。
テニス部の女子
女子テニス部代表として、瀬ヶ崎と仲良くしようとした女子。その妹、みのり（見た目が小学5年生くらい、身長は145センチくらい）が瀬ヶ崎に見初められた。
ミス・コンテスト、ミスター・コンテスト実行委員
恒例行事、ミス＆ミスター・コンテストのプロデューサーとエグゼクティブアドバイザーと呼び合っている業界人気取りの生徒。ただし、本当にそのような役職が存在するかは謎である。エグゼクティブアドバイザーはショージと呼ばれていて、やたらと横文字を使いたがる。第2巻の、風紀委員会のポスター作成後の横文字を使いたがる男子生徒と同一人物と思われる。運営能力は謎だが、神明の進行能力を見抜き彼女に一任した。
昨年のミスター・コンテスト優勝者
高身長でイケメンという雰囲気の男子生徒。神明と2人で司会を務めるが、女子慣れしていない様子から神明に嫌がられていた。進行についてアドリブを入れながらと提案すると、「そんな能力ないから」とやんわり否定され、本選での司会をすべて神明に主導された。

## 用語
反恋愛主義青年同盟部（はんれんあいしゅぎせいねんどうめいぶ）
領家薫を議長とする部活。活動内容はともかく、部活動連合に名を連ねているためまっとうな部活扱いである。しかし、反生徒会的活動を行っているため、部室の場所、所属部員名は極秘とされている。通称反恋部。
文化部部室棟3階のフラワーアレンジメント研究部室（2巻からは風紀委員会居室）を表のアジトとして活動する。文化部部室棟地下通路にも拠点となる裏アジトを持つ。
その活動内容は恋愛感情を否定し、大性欲賛会の陰謀を暴き反恋愛思想を世界に広めようというものである。反恋愛思想とは、人類そのものが宇宙人が地球に送り込んだウイルス的存在であり、良心的繁殖拒否すなわち子をなしてはいけないという生物の本能を否定する方法のみが対抗策であるというもの。これは陰謀論と思われるが、女児の言うことが正しければ概ね事実である。街頭演説あるいはアジビラを配布するやり方で一般人に対する活動を行う。学内での活動はより精力的であり、直接学生の前で演説、アジビラ配布他、行事を乗っ取る形で生徒会や委員会の妨害を行っている。
| 作戦名                           | 作戦決行時期                | 作戦概要 | 結果                                                               |
| -------------------------------- | --------------------------- | --- | ------------------------------------------------------------------ |
| クリスマス街頭演説               | 12月24日（1巻）             | 渋谷駅前での街頭演説 | 高砂の反恋部への加入                                               |
| 初詣中止闘争に向けての偵察       | 12月31日（1巻）             | 浅草寺でのリア充勢力調査 | 不明                                                               |
| 放送室ジャック                   | 1月の新学期（1巻）          | 昼休みに放送をジャックし演説 | 西堀、瀬ヶ崎、神明の加入                                           |
| 2・3 恵方巻粉砕闘争              | 2月3日（短編）              | 瀬ヶ崎、神明両名のアナウンスと西堀作成ビラによる恵方巻不買運動 | 販売数の減少はできたが、活動を宮前に妨害される                     |
| バレンタイン粉砕闘争             | 2月14日（1巻）              | チョコレートの学内持込強制排除 | 失敗。フラワーアレンジメント部室陥落                               |
| スキー合宿妨害作戦               | 3月（2巻）                  | スキー合宿のリフトから演説、アジビラ配布 | 不明                                                               |
| 活動写真を用いたプロパガンダ計画 | 3月（2巻）                  | 反恋愛プロパガンダ映画の製作と上映 | 失敗。女児による映画内容改変を受ける                               |
| 花見粉砕闘争                     | 春休み（3巻）               | 公園花見客に対する演説とアジビラ配布 | 不明                                                               |
| 新入生歓迎会ジャック             | 新学期（3巻）               | 第2美術部の発表時間中に講堂をジャック。演説とアジビラ配布 | 天沼の加入                                                         |
| 新歓フェスジャック               | ゴールデンウィーク中（3巻） | 新歓フェスで演説とアジビラ配布 | 他高校への思想拡大に成功                                           |
| 合宿                             | 7月末（4巻）                | 反恋愛思想の総点検と武装蜂起のための訓練、3泊4日 | 2日目午後から有耶無耶になる                                        |
| 旅館での反恋愛活動               | 7月末（4巻）                | 文の婚約破棄のための活動 | 旅館への投資だけを受け付けてもらえたため成功。文への思想拡大に成功 |
| 夏祭りでの反恋愛活動             | 8月（4巻）                  | 神輿行列に乗じて演説 | 失敗。活動を宮前に妨害される                                       |
| 文化祭革命                       | 9月（5巻）                  | - 夏休み明け新学期にアジビラ配布 - 生徒会役員を拉致、情報を聞き出す - 1日目開会式最中に声明を放送、スローガンを書いた垂れ幕を広げる - 2日目開門前に横断幕の掲示、後夜祭での領家薫拉致工作と校舎封鎖 | 地下アジトの陥落。多くの生徒への思想拡大に成功。宮前が反恋部に加入 |
| プロパガンダ小説                 | 時期不明（短編）            | 学内小説コンクールへの反恋愛小説応募と掲載 | 失敗。作品が原因でカップル成立                                     |
| 反恋愛SNS開設                    | 時期不明（短編）            | SNSサービスに反恋愛チャットグループの開設とスタンプの頒布 | 失敗。チャットグループが原因でカップル成立                         |
| 休日デヱト粉砕斗争の為の战略     | 時期不明（短編）            | 風紀委員会に扮して失敗するデートプランの提案 | 失敗。提案したプランが好評に。                                     |
| プロパガンダポスターの製作       | 時期不明（短編）            | 水着グラビアによるプロパガンダ広告の製作 | 失敗。顔が割れるため製作断念                                       |
| 戦闘訓練                         | 夏季                        | 銃火器を用いる場合のための戦闘訓練 | 不明                                                               |
| 食堂闘争                         | 冬季 風紀委員就任前         | 食堂のぼっち飯生徒に向けたプロパガンダ活動 | 不発。士気がなくなったため断念。                                   |

様々な作戦を展開しているが、基本的に成功することは少なく生徒会あるいは女児による妨害で失敗に終わることが多い。それぞれ主な任務のふりわけは、
- 領家　議長職。演説や教導文章の作成など。
- 高砂　雑用。領家の手書きの教導文章のテキスト化やメンバーの説得など。
- 西堀　イラスト類担当。ビラやポスターなどの製作。
- 瀬ヶ崎　渉外・陽動担当。行事や作戦展開のスケジューリングなど。また、発言力が大きいため自身のファンクラブ会員やテニス部員に対する反恋愛発言をすることも。
- 神明　雑用・陽動担当。移動の際の切符の手配やトラメガの改修などを行う。また、男子生徒の憧れの的のため陽動的な行動・発言をすることも。
- 天沼　清書担当。達筆のため、ビラの見出しや横断幕などの文字を書く。

となっている。
フラワーアレンジメント研究部
反恋部の表のアジト、地上の活動拠点として領家が利用していた。アジビラを印刷するための旧式の印刷機、ヘルメットや角材に鉄パイプなどが床に散乱し、フラワーアレンジメント要素が何一つ見ることができない。かつての学生運動で使われた武器作成のための書籍が棚に並べられている。
部室棟の3階最奥、KEEP OUTとテープが張り巡らされた階段を上がると廃墟のような空間の中にある部室にたどり着くことが出来る。バレンタイン粉砕闘争の際、反恋部のアジトとして生徒会の手に陥落した。その後風紀委員会の部屋となるまでの間およそ3週間立ち入り禁止になった。
地下アジト
反恋部の本拠地。部室棟1階、階段裏の倉庫の床板を剥がすとたて穴が存在し、その奥に地下通路が広がっている。たて穴より100mほど進むと地下アジトの扉になる。
かつての革命家たちが残した資料が所狭しと並べられている。このアジト自体が学生運動の遺物である。アジトは隅に仮眠用のベッドが1つ置かれている。領家が持ち込んだクッションなどでちぐはぐな内装となっている。また、ロッカーの中には鉄パイプや角材も詰められている。西堀の入部後、インターネット環境が整えられた。
5巻では、地下通路の存在が生徒会にリークされ、あらゆる書類を消去したのちに生徒会に突入され陥落した。
風紀委員会
バレンタイン粉砕闘争の敗北後、印刷機を自由に使える部屋を失った反恋部が旧フラワーアレンジメント研究部室を取り戻すために所属することになった生徒会公認の委員会組織。そして第2巻以降の反恋部の表の顔となる。基本的に委員会は居室を持つということが無いが、生徒会、文化祭実行委員会、創立百周年記念実行委員会などの前例は存在している。
もともとの活動内容はほとんどなく有名無実の委員会だった。領家が目をつけたのも反恋部として乗っ取りをかけても周囲に気づかれにくいという点が挙げられる。また、生徒会の活動と風紀委員会の活動が被っているということで活動が少なかった、ということもある。領家の掲げた新生風紀委員会活動内容も、「新たに何かやる、というわけではない。ただし、高校内で異常事態が発生した場合は生徒のために活動する」といったものである。そして、委員会として達成すべき内容を「学生の青春を謳歌するための支援」とし、普段から恋愛トラブルに対して積極的にサポートする指針を打ち出した。反恋部としては多くの恋愛トラブルに立ち会うことができるため、反恋愛思想の教導に上手く使えるのではないかと考えている。これまでに行った風紀委員会としての主な活動は、恋愛相談、恋愛プロモーションビデオ製作（ただし、反恋部のプロモーションビデオの隠れ蓑）、恋愛意識調査アンケート、浮気調査、怪談の信憑性調査、上手くいかないデートプランを広報誌に掲載などがある。活動実績は良いとは言い難く、酷い言われよう（死神、毒矢を携えた恋のキューピッド、非リアの森の案内人など）である。
大性欲賛会（たいせいよくさんかい）
恋愛至上主義による秘密組織。女児により結成されたため、会長は女児になる。全国に10万人もの会員を有し、社会的に恋愛のサポートを行っている。官公庁や議員にも多くの会員が存在する。各地にカップルで利用するのに便利なリゾート施設、ホテル、旅館などからカタ屋まで広い組織を持つ。基本的にツリー状の階級制組織構造であり、親子二代で大性欲賛会という例も珍しくない。子どもができるということは恋愛至上主義にとって誇らしいことであり、その証明だからである。天沼と宮前はどちらも両親が大性欲賛会であり、地位の獲得に利用された。
特にこれといって過激な活動は行わない。
生徒会
宮前が生徒会長を務める組織であり、ほとんどが大性欲賛会の恋愛至上主義思想に呑まれている。
生徒の自主性を重んじる校風のため、非常に大きな権力を有する。生徒会室は校長室の隣にあり、大きな窓や紅茶セット、バロック音楽がＢＧＭに流れ、利用するPCも反連部とは違う。
男女ともに多くの生徒が所属し、宮前の指示のもと動いている。内申点目当ての生徒も少なからずいる。宮前の能力と理想が高いためついていけない生徒が少なくない。所属生徒のほとんどには恋人がいるため、大性欲賛会の理想を体現したような空間になっている。
近衛兵
女児みずから選抜した、彼女のまわりで暗躍する大性欲賛会の会員たちのことを指す。女児が高砂宅に居候するようになってから選抜されたようだ。女児の勅命を受けている天沼皐はこの立場。選抜基準は女児と体型が近いかどうか、による。
リア充
作中いたるところにいる、恋愛信奉者かつパートナーのいる人間あるいはカップルのこと。原則的にリア充は自分たちよりもリア充な人間に強く出ることができない。
非リア充
作中いたるところにいる、友だち・恋人・何にも優先してやるべきもののない人間のこと。反恋部と間違われ生徒会から迫害されることもある。何人かの非リア充生徒は反恋部の思想に共感している。
ヘルメット
顔を隠すため、そして闘争で頭を守るための防具。「反恋」と書かれた反恋部独自のもの。三種の神器 その1。第1巻から第3巻の表紙イラストにはそれぞれ領家、神明、西堀と一緒にこのヘルメットが描かれている。
トラメガ
トランジスタメガホン、電池式あるいは充電式の拡声器のこと。領家の演説はたいてい肉声をトラメガで拡声し行われる。持ち手と拡声部の結合箇所には、ハートマークを禁止する、というマークが描かれている。三種の神器 その2。
タオル
口元を隠すためのもの。領家は白いマフラーのように長いものを巻いている。高砂はフラワーアレンジメント研究会に干してあった赤いバンダナを巻いている。三種の神器 その3。
ゲバ棒
ゲバルト棒の略。劇中に登場する角材と同意と思われる。ゲバルトとはドイツ語で暴力の意味であり、革命運動家が対抗勢力と肉体的に戦わなければならないときに用いられる。
コーラ・メントス銃
引き金を引くと1.5リットルのペットボトルの蓋が開き、1包のメントスが投入される噴出銃。放送室ジャックの際に領家が持ってきた。射程距離は数メートル。
自己批判
洗脳手段の1つとして用いられることがあるが、本作では反恋部の活動の最中に恋愛至上主義の考え方をしてしまった場合の反省文的ニュアンスとして用いられる。自己批判書を提出する場合と、口頭で自己批判する場合がある。反恋部的失策とはリア充的行動をしてしまったことなので、大抵はリア充自慢を並べることになる。
反恋部では自己批判の回数をカウントし、月例反省会（と言う名のファミレスでの打ち上げ）で最も多い者が奢らされるルールが有る。たいてい最も多いのが高砂で、次に領家が来る。
運命共同体
運命共同体と書いて、ゲマインシャフト (Gemeinschaft) と読む。ドイツ語。反恋部の部員の関係性をあらわす際に用いられる言葉である。

## 作品舞台
高校
高砂、領家らが通う高校。作品内ではまだ校名が明かされていない。
東京の、渋谷に近いエリアにある高等学校。各学年それぞれ10クラスずつ計30クラス、全校で1000人以上の進学校。
制服
女子：冬服は襟がセーラータイプの黄色い三つボタンブレザー。黒い縁取りがあり、襟も黒。中に紺色のセーターを着ることもある。胸には♂と♀の記号を図案化したマークが入れられている。スカートはグレー地に黒と赤のラインが入るチェック柄。夏服は白いブラウスにベスト。ベストの着用は任意。学年ごとに違う色のリボンがある。神明、宮前、上峰など3年生(3巻以降)は青、領家、西堀など2年生は赤、天沼など1年生は緑のリボンである。
男子：冬服は女子同様黄色に黒い縁取りの二つボタンブレザー。白いワイシャツに、高砂、瀬ヶ崎ら2年生は赤いネクタイを締めている。他学年男子の挿絵がないため、ネクタイの色が違うかどうかは不明。グレー地に黒と赤のラインの入った柄のスラックスを履いている。夏服については、不明。
校風
学生に自治を任せる自由な校風であり、多くの行事や校内放送など、学生だけで行われているものが非常に多い。
施設
教室棟
講堂
講堂地下倉庫から地下アジトのある部室棟地下までは通路で繋がっている。
部室棟
文化部部室棟と運動部のプレハブ部室棟がある。部室棟そのものが学生運動の名残である。
購買部
中庭を見下ろす2階にある。
組織
生徒会
前述
風紀委員会
前述
文化祭実行委員会
大きな行事毎に組織される委員会の1つ。生徒会長の宮前が実行委員長を兼任しているが、生徒会との兼ね合いは不明。1日目2日目、後夜祭とそれぞれの運営他、予算配分などをまとめる。
第2美術部
西堀が唯一の部員として所属する部活。部室棟2階に居を構える。別名漫画研究会。かつては美術部とひとつだったが、内紛で分裂したらしい。
テニス部
瀬ヶ崎が部長として所属する部活。
映画研究部
部室棟2階にある部活。少なくとも30年以上の歴史がある。活動実績のあるクラブに割り当てられている大きな部室に居を構える。
天文部
部室棟3階最奥に部室を構えるクラブ。狂人と名高い部長ただ1人の部活。部室の四方は本棚に囲まれ、天球儀が置いてある。天井に上がると、赤道儀を置いた空の見える小部屋がある。
超常現象研究部
部員、活動内容不明の部活。上落合茵が部長であり唯一の部員。
その他部活
アニメーション研究部、写真部、農業研究部、自炊部、飼育部（家畜パート）、飼育部、柔道部、計算機科学部、現代落語研究会、鉄塔研究部、演劇部、吹奏楽部、合唱部、幽霊部（幽霊部員のみで構成される部活で、反恋部アジトのカモフラージュとして幽霊部室を用いた作戦が行われた）、歩道に敷き詰められたタイル研究部、エネルギー問題研究部、第四帰宅部（帰宅部は4つ存在し、技の第一、力の第二、速さの第三、理論の第四と呼ばれている）、NTR研究部　など。
行事
生徒の自主性に任せる校風のため、生徒会主催で多くの行事が催される。
新入生歓迎会
新入生へ部活紹介を行うためのイベント。
新歓フェス
新入生の交流を目的とした、いくつかの学校が合同で行われるレクリエーションイベント。ゴールデンウィークにお台場で開催される。
成績リレー
部活単位で参加のできる、定期テストの成績の良い団体には部費の優遇や報酬が与えられ、一位の団体には千葉の海に近い旅館宿泊権がもらえるイベント。
文化祭
運動部、文化部、クラスごとに展示を行う。2日間開催され、多くの外部客で賑わうイベント。ミス・コンテスト、ミスター・コンテストも開催される。2日間の終わりに学生だけの後夜祭が開催される。
文化部発表会
文化部にとっては文化祭と同規模の成果発表会。
学生小説コンクール
文芸部主催。小説を募り、金賞銀賞その他と賞を与えるコンクールイベント。

## 評価
書評家のタニグチリウイチは、学園内における恋愛の問題であるにもかかわらず「大性欲賛会」や「地球滅亡へのカウントダウン」といったワードが登場しており、大風呂敷を広げたことによってチグハグな内容になってしまっていると評している。文学研究者の大橋崇行は、「革命ネタの恋愛もの」にSF要素を加えたものの上手くいかず、設定という側面では「SFとしては作りこみが甘かった」と評している。

## 既刊一覧

### 小説
- 椎田十三（著）・憂姫はぐれ（イラスト） 『いでおろーぐ!』 KADOKAWA〈電撃文庫〉、全7巻
  1. 2015年3月10日発売[10]、ISBN 978-4-04-869270-0　
  2. 2015年7月10日発売[11]、ISBN 978-4-04-865240-7
  3. 2015年11月10日発売[12]、ISBN 978-4-04-865500-2　
  4. 2016年3月10日発売[13]、ISBN 978-4-04-865821-8
  5. 2016年10月8日発売[14]、ISBN 978-4-04-892185-5　
  6. 2017年4月8日発売[15]、ISBN 978-4-04-892744-4　
  7. 2018年11月10日発売[16]、ISBN 978-4-04-893516-6

### いでおろーぐ! 革命議事録
『電撃文庫 春の祭典2017』から発売された。電撃マオウ2016年12月号 - 2017年2月号に掲載されたコミカライズ、椎田十三の書き下ろし小説、巻頭カラーに憂姫はぐれのイラストをまとめたコンピレーションブック。

## 多数決ドラマ
2016年10月発売の電撃文庫MAGAZINE Vol.52にて電撃文庫×niconicoユーザー参加型新感覚プロジェクト 多数決ドラマ第5弾としていでおろーぐ！ のメディアミックスが発表された。当初は2017年に配信される予定と告知されていた。

## イメージソングCD いでおろーぐ! 革命組曲
音楽ユニットMOSAIC.WAVにより、いでおろーぐ! のイメージソングCDが、2016年10月28日に青春ブタ野郎はバニーガール先輩の夢を見ないと同時に発売。
収録曲
1. いでおろーぐ!（Voice Up for いでおろーぐ!）
2. Resitance=Resistance（Voice Up for 領家薫）
3. 恋愛戦略キューピッド（Voice Up for 女児）
4. 立てよ同志!! 反恋愛主義☆Revolution（Voice Up for 反恋プロパガンダ）
5. 残念人類楽観歌（Voice Up for 反恋愛主義青年同盟部）